# Matomo (logiciel)
Matomo, anciennement Piwik jusqu’en 2018, est un logiciel libre et open source de mesure de statistiques web, successeur de PhpMyVisites conçu pour être une alternative libre à Google Analytics. Matomo fonctionne sur des serveurs web PHP/MySQL. En juillet 2017, Matomo est utilisé par plus d'un million de sites web et crédite 1,3 % de parts de marché. Matomo est aujourd'hui traduit dans 54 langues et est régulièrement mis à jour par sa communauté.

## Mise en œuvre
Matomo est un logiciel à installer  sur son serveur PHP/MySQL.  
Pour le client, un code JavaScript, inséré au début de chaque page web permet de collecter des données à des fins d'analyse d'audience d'un ou plusieurs sites web. Les statistiques peuvent être soit consultées en temps réel depuis le navigateur, soit envoyées par mail sous forme de rapports PDF ou HTML. Le logiciel déconseille les rapports en temps réels pour les sites à fort trafic.
Du côté serveur, Matomo s'appuie sur l'analyse des logs du serveur web pour fournir des indicateurs de fréquentation.

## Aspect général
Un tableau de bord personnalisable permet d'avoir les principales statistiques.
Les statistiques détaillées sont réparties en quatre catégories : Visiteurs, Actions, Référents et Objectifs.
- La partie Visiteurs comporte un onglet Récapitulatif qui renseigne sur le nombre de visites, de visiteurs uniques, d'actions effectuées et sur la durée moyenne des visites. Il existe aussi un onglet Paramètres qui renseigne sur la configuration des visiteurs c'est-à-dire leur navigateur, leur résolution d'écran, leur système d'exploitation et les plugins activés pour les navigateurs. D'autres onglets (Log visiteur, Situation géographique et FAI, Horaires, Engagement, Variables personnalisées) présentent des informations toutes aussi intéressantes pour le webmestre[8].
- La section Actions informe du nombre de pages vues, du temps moyen sur les pages, des pages d'entrées et de sortie du site, du nombre de clics sur les liens sortants et des téléchargements effectués[8].
- La catégorie Référents apporte des informations sur la provenance des visites : entrées directes, liens depuis d'autres sites internet ou moteurs de recherche (avec des statistiques sur les mots clefs utilisés)[8].
- La partie Objectifs donnera des statistiques concernant les sites de commerce en ligne.

Les différentes statistiques chiffrées sont consultables sous forme de tableaux, de graphiques ou de nuages de tags. Le logiciel diffère de Google Analytics par la prise en compte de l'intégralité des données d'audience des sites web.

## Fonctionnalités
Matomo permet d'afficher les lieux des visites, la provenance des sources (par exemple: les réseaux sociaux, l'accès direct au site, la visite depuis un forum), les caractéristiques techniques (navigateur, résolution d'écran, système d'exploitation, etc.), les actions effectuées par les visiteurs (les pages consultées, les téléchargements, les clics sur des liens sortants, etc.), le temps passé.

## Services professionnels
Les créateurs de Matomo proposent également des services destinés aux professionnels tels que des offres d'accompagnement, des formations, de l'hébergement, des fonctionnalités additionnelles.

## Confidentialité
Matomo est une des solutions recommandées par la CNIL pour la mise en place d'un suivi respectueux de la confidentialité des utilisateurs.
Un guide créé par la CNIL détaille les paramétrages à effectuer afin de respecter l'anonymisation des données récupérées et pouvoir se passer du consentement systématique des utilisateurs.

Matomo propose une version "On-Premise" auto-hébergée de sa solution. Les données de mesure récoltées ne sont pas échangées avec des services tiers ("third-party"). Matomo précise :
Lorsque vous hébergez Matomo sur vos serveurs, personne d’autre que vous n’a accès à vos données pour les traiter (l’équipe de Matomo n’a aucun accès possible à vos données).
Cette méthode permet d'être en conformité avec les directives du Règlement général sur la protection des données (RGPD) pour la confidentialité des données à caractère personnelles.

## Histoire

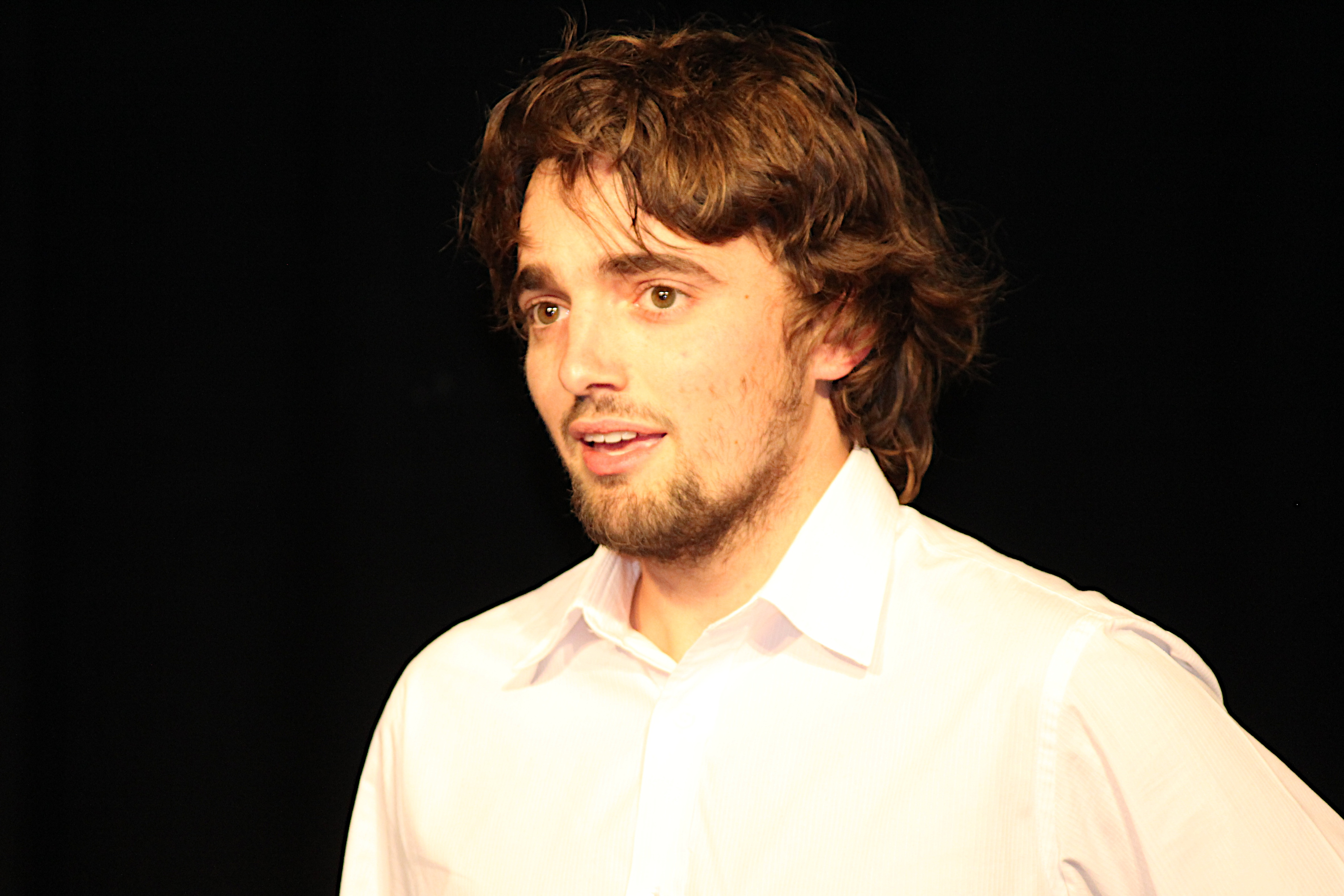
Matthieu Aubry reçoit un prix pour Piwik en 2012 au New Zealand Open Source Awards

Initialement baptisé phpMyVisites, le projet commence à voir le jour à la fin de l'année 2007.
- Le 21 novembre 2008, Piwik est référencé sur SourceForge.net.
- En juillet 2009, Piwik est distingué par SourceForge.net comme le projet du mois.
- En août 2009, Piwik est distingué comme le meilleur logiciel open source dans la catégorie entreprise par InfoWorlds 2009 Bossie Awards.
- En décembre 2012, Piwik lance une campagne de financement participatif pour financer de nouvelles fonctionnalités.

En 2016, le créateur de Piwik, Matthieu Aubry lance InnoCraft Ltd, une entreprise qui propose des services professionnels pour Piwik. Parmi ces derniers, on retrouve la possibilité d'héberger Piwik dans le cloud, l'achat de fonctionnalités premium (Heatmap and Session recording, Search Engine Keywords, A/B Testing, Form Analytics). La même année, Piwik lance sa place de marché pour les plugins payants ; cela permet notamment aux développeurs du monde entier de commercialiser leurs contributions.
En janvier 2018, Piwik est rebaptisé Matomo pour mieux protéger la marque, le nom Piwik étant aussi utilisé par d'autres entreprises,.